# 僕は彼女の9番目
『僕は彼女の9番目』（ぼくはかのじょの9ばんめ）は、佐野しなのによる日本のライトノベル。イラストは鶴崎貴大が担当。2008年、電撃文庫（アスキー・メディアワークス）より刊行。

## ストーリー
クリスマス・イブに何者かに轢かれ、入院してしまった木蔦東司。退院した東司の前にある夜、自分をサンタクロースと名乗る少女が自分の部屋に現れる。自分が乗っていたソリで東司を轢いたという彼女に、寝ぼけていた東司は「君が欲しい」と言ってしまったことで、彼女との奇妙な生活が始まってしまう。

## 登場人物
木蔦 東司（きづた とうじ）
本編の主人公。普通の高校生だが、クリスマス・イブに自分を轢いたにこらに「君が欲しい」と言ってしまったことでにこらと同居することになる。幼いころに見た映画がトラウマとなって、サンタクロースのような人物に近づくと異常なまでに発汗するアレルギー体質を持つ。
黒須 にこら（くろす にこら）
サンタクロースの少女。奉仕的で、自分よりも他人の幸福を願っている。なお本名はなく、東司によって名づけられた。「黒須にこら」の名は「サンタクロース」と「聖ニコラウス」からとった。
柊 美早子（ひいらぎ みさこ）
東司の幼馴染み。いつも不遜で攻撃的な態度の少女。
松 誠也（まつ せいや）
東司のクラスメイトで親友。本人にその気は全くないものの、東司への会話は恋人的な印象になりがちである。
満念 真理（まんねん まり）
東司のクラスメイトで委員長。知的な印象だが、「クイーンオブエロス」の二つ名の通り卑猥な発言が多い。
ダッシャー
「突進」を意味する1番目のトナカイ。人間の姿の時は中性的な雰囲気で、いつも裸足。
キューピット
「愛の使い」を意味する7番目のトナカイ。人間の姿の時は美形の青年。愛について長々しく語ってしまう。
ヴィクセン
「女狐」を意味する4番目のトナカイ。人間の姿の時はメイド服の小柄な少女。にこらを敬愛しており、東司を嫌っている。

## 既刊一覧
佐野しなの 『僕は彼女の9番目』 アスキー・メディアワークス〈電撃文庫〉、2008年8月10日初版発行、ISBN 978-4-04-867181-1